# Utley
Utley – wieś w Anglii, w hrabstwie West Yorkshire. Leży 27 km na zachód od miasta Leeds i 290 km na północny zachód od Londynu.